# Équipe de Belgique de football à la Coupe du monde 1934
Cet article relate le parcours de l'Équipe de Belgique de football lors de la Coupe du monde de football de 1934 organisée en Italie du 27 mai au 10 juin 1934.

## Effectif
| Nom                | Nom                  | Club                        | Date de naissance | J.              | Buts            |                 |                 |                 |
| Gardiens de but    | Gardiens de but      | Gardiens de but             | Gardiens de but   | Gardiens de but | Gardiens de but | Gardiens de but | Gardiens de but | Gardiens de but |
| ------------------ | -------------------- | --------------------------- | ----------------- | --------------- | --------------- | --------------- | --------------- | --------------- |
| -                  | Arnold Badjou        | Daring Club Bruxelles       | 25.06.1909        | 0               | 0               | 0               | 0               | 0               |
| -                  | André Vandeweyer     | Royale Union Saint-Gilloise | 22.06.1909        | 1               | 0               | 0               | 0               | 0               |
| Défenseurs         |                      |                             |                   |                 |                 |                 |                 |                 |
| -                  | Philibert Smellinckx | Royale Union Saint-Gilloise | 17.01.1911        | 1               | 0               | 0               | 0               | 0               |
| -                  | Constant Joacim      | K Berchem Sport             | 03.03.1908        | 1               | 0               | 0               | 0               | 0               |
| -                  | Félix Welkenhuysen   | Royale Union Saint-Gilloise | 12.12.1908        | 1               | 0               | 0               | 0               | 0               |
| -                  | Albert Heremans      | Daring Club Bruxelles       | 13.04.1906        | 1               | 0               | 0               | 0               | 0               |
| -                  | Jules Pappaert       | Royale Union Saint-Gilloise | 05.11.1905        | 0               | 0               | 0               | 0               | 0               |
| -                  | Joseph Van Ingelgem  | Daring Club Bruxelles       | 23.01.1912        | 0               | 0               | 0               | 0               | 0               |
| Milieux de terrain |                      |                             |                   |                 |                 |                 |                 |                 |
| -                  | François Peeraer     | Royal Antwerp FC            | 15.02.1913        | 1               | 0               | 0               | 0               | 0               |
| -                  | Jean Claessens       | Royale Union Saint-Gilloise | 18.06.1908        | 1               | 0               | 0               | 0               | 0               |
| -                  | Laurent Grimmonprez  | Racing Club Gand            | 14.12.1902        | 1               | 0               | 0               | 0               | 0               |
| -                  | Charles Simons       | Royal Antwerp FC            | 27.10.1906        | 0               | 0               | 0               | 0               | 0               |
| -                  | Désiré Bourgeois     | RFC Malines                 | 13.12.1908        | 0               | 0               | 0               | 0               | 0               |
| -                  | Auguste Hellemans    | RFC Malines                 | 21.06.1907        | 0               | 0               | 0               | 0               | 0               |
| -                  | Victor Putmans       | Union Hutoise FC            | 29.05.1914        | 0               | 0               | 0               | 0               | 0               |
| Attaquants         |                      |                             |                   |                 |                 |                 |                 |                 |
| -                  | François De Vries    | Royal Antwerp FC            | 21.08.1913        | 1               | 0               | 0               | 0               | 0               |
| -                  | Bernard Voorhoof     | Lierse SK                   | 10.05.1910        | 1               | 2               | 0               | 0               | 0               |
| -                  | Jean Capelle         | Standard de Liège           | 26.10.1913        | 1               | 0               | 0               | 0               | 0               |
| -                  | Jean Brichaut        | Standard de Liège           | 29.07.1911        | 0               | 0               | 0               | 0               | 0               |
| -                  | Robert Lamoot        | Daring Club Bruxelles       | 18.03.1911        | 0               | 0               | 0               | 0               | 0               |
| -                  | Louis Versyp         | FC Bruges                   | 05.12.1908        | 0               | 0               | 0               | 0               | 0               |
| -                  | René Ledent          | Standard de Liège           | 08.11.1907        | 0               | 0               | 0               | 0               | 0               |
| Sélectionneur      |                      |                             |                   |                 |                 |                 |                 |                 |
|                    | Hector Goetinck      |                             | 05.03.1887        |                 |                 |                 |                 |                 |

## Qualification

### Groupe 7
Le groupe 7 regroupe trois équipes européennes: la Belgique, l'Irlande et les Pays-Bas. Chaque équipe joua une fois contre les deux autres équipes. Les équipes classées première et deuxième du groupe se qualifièrent. Les Pays-Bas empochèrent le premier ticket qualificatif pour la phase finale de la Coupe du monde 1934 en tant que vainqueur du groupe 7. Derrière, la Belgique et l'Irlande terminèrent à égalité de point. Ces deux nations furent alors départagées à la moyenne de buts, qui est le rapport du nombre de buts marqués sur le nombre de buts encaissés. D'après ce calcul, la Belgique obtient un coefficient de 6 / 8 = 0,75. L'Irlande obtient un coefficient inférieur : 6 / 9 = 0,67. La Belgique se classe ainsi deuxième du groupe et accompagne les Pays-Bas en phase finale en Italie.
| Rang | Équipe               | Pts | J | G | N | P | Bp | Bc | Diff |  | Résultats (▼ dom., ► ext.) |     |     |     |
| ---- | -------------------- | --- | - | - | - | - | -- | -- | ---- |  | -------------------------- | --- | --- | --- |
| 1    | Pays-Bas             | 4   | 2 | 2 | 0 | 0 | 9  | 4  | +5   |  | Pays-Bas                   |     |     | 5-2 |
| 2    | Belgique             | 1   | 2 | 0 | 1 | 1 | 6  | 8  | -2   |  | Belgique                   | 2-4 |     |     |
| 3    | État libre d'Irlande | 1   | 2 | 0 | 1 | 1 | 6  | 9  | -3   |  | État libre d'Irlande       |     | 4-4 |     |

La Belgique devance l'Irlande grâce à une meilleure moyenne de buts.

## Phase finale

### Huitièmes de finale
La Belgique est éliminé sur un score sans appel.
| 27 mai 1934                         | Allemagne                                                                                           | 5 – 2   | Belgique | Stade Giovanni Berta (Florence)                  |                                                  |
| 16 h 30 · Historique des rencontres | Kobierski 25e · Siffling 49e · Conen 66e, 70e, 87e                                                  | (1 - 2) | Voorhoof 29e, 43e | Spectateurs : 8 000 Arbitrage : Francesco Mattea | Spectateurs : 8 000 Arbitrage : Francesco Mattea |
| 16 h 30 · Historique des rencontres | Rapport                                                                                             |         | | Spectateurs : 8 000 Arbitrage : Francesco Mattea | Spectateurs : 8 000 Arbitrage : Francesco Mattea |
| 16 h 30 · Historique des rencontres | Kreß - Haringer, Schwartz - Janes, Szepan , Zielinski - Lehner, Hohmann, Conen, Siffling, Kobierski | Équipes | Vandeweyer - Smellinckx, Joacim - Peeraer, Welkenhuysen , Claessens - De Vries, Voorhoof, Capelle, Grimmonprez, Heremans | Spectateurs : 8 000 Arbitrage : Francesco Mattea | Spectateurs : 8 000 Arbitrage : Francesco Mattea |

## Source
- GULDEMONT, Henry. 100 ans de football en Belgique: 1895-1995, Union royale belge des sociétés de football association / Henry Guldemont, Bob Deps. - Bruxelles : Vif éd., 1995. - 1 vol. (312 p.) : ill. en noir et en coul., couv. ill. en coul. ; 31 cm.  (ISBN 90-5466-151-8) (rel.).
- HUBERT, Christian. De Montevideo à Orlando / Christian Hubert. - Bruxelles : Labor, 1994. - 215 p. : ill., couv. ill. en coul. ; 22 cm. Titre de couv. et de dos : "Les Diables rouges : de Montevideo à Orlando".  (ISBN 2-8040-1009-0).
- Site de l'URBSFA : actualité de l'équipe de Belgique (nl + fr + de + en)
- L'équipe de Belgique sur le site de la FIFA: infos et statistiques (fr + de + en + es)